# Patrick de Chaworth
Patrick de Chaworth (* um 1220; † 1258) war ein anglonormannischer Adliger.
Patrick entstammte der Familie Chaworth. Er war ein Sohn von Pain de Chaworth und dessen Frau Gundred de la Ferte. Beim Tod seines Vaters war er noch minderjährig, als er zum Erben von dessen Gütern, darunter Kempsford in Gloucestershire wurde. Um 1240 heiratete er Hawise de Londres, die Erbin von Ogmore Castle in Südwales. Hawise war dazu Erbin der südwalisischen Herrschaft Kidwelly, die zu diesem Zeitpunkt jedoch von den walisischen Lords von Deheubarth besetzt war.
Patrick de Chaworth konnte 1243 oder 1244 Kidwelly Castle von dem walisischen Lord Maredudd ap Rhys zurückgewinnen. 1245 unterstützte er den Feldzug von König Heinrich III. gegen die walisischen Fürsten. Während des Feldzugs von Llywelyn ap Gruffydd durch Südwales nach der Schlacht von Cymerau konnte er 1258 einen walisischen Angriff auf Kidwelly Castle abwehren. Im selben Jahr diente er als königlicher Seneschall von Carmarthen Castle. Er ließ walisische Unterhändler, die auf dem Weg zu ihm nach Emlyn waren, in einem Hinterhalt überfallen und töten. Aus Rache griff ein walisisches Heer Chaworth und seine Truppe bei Cilgerran unweit von Cardigan an. In der Schlacht erlitten die Anglonormannen eine Niederlage, dabei wurde auch Chaworth getötet.
Aus seiner Ehe mit Hawise de Londres hinterließ er mehrere Kinder:
1. Payn de Chaworth
2. Hervey de Chaworth
3. Patrick de Chaworth ⚭ Isabella de Beauchamp
4. Eva de Chaworth ⚭ Robert de Tibetot